# Bílinit
Bílinit ist ein selten vorkommendes Mineral aus der Mineralklasse der „Sulfate (und Verwandte)“ mit der chemischen Zusammensetzung Fe2+Fe23+[SO4]4·22H2O und damit chemisch gesehen ein wasserhaltiges Eisen-Sulfat.
Bílinit kristallisiert im monoklinen Kristallsystem und entwickelt meist faserige, durchscheinende Kristalle in radialstrahligen Aggregaten von weißer bis gelblicher Farbe und einem seidenähnlichen Glanz auf den Oberflächen.

## Etymologie und Geschichte
Erstmals entdeckt wurde Bílinit in einer Kohlegrube bei Světec nahe Bílina in der tschechischen Region Böhmen und wissenschaftlich beschrieben 1913 durch J. Šebor, der das Mineral nach seiner Typlokalität Bílina benannte.

## Klassifikation
In der veralteten 8. Auflage der Mineralsystematik nach Strunz gehörte der Bílinit zur Mineralklasse der „Sulfate, Chromate, Molybdate, Wolframate“ und dort zur Abteilung „Wasserhaltige Sulfate ohne fremde Anionen“, wo er gemeinsam mit Apjohnit, Dietrichit, Halotrichit, Pickeringit und Redingtonit in der „Halotrichit-Reihe (Federalaune)“ mit der Systemnummer VI/C.06 steht.
In der zuletzt 2018 überarbeiteten Lapis-Systematik nach Stefan Weiß, die formal auf der alten Systematik von Karl Hugo Strunz in der 8. Auflage basiert, erhielt das Mineral die System- und Mineralnummer VI/C.12-060. Dies entspricht der Klasse der „Sulfate, Chromate, Molybdate und Wolframate“ und dort der Abteilung „Wasserhaltige Sulfate, ohne fremde Anionen“, wo Bílinit zusammen mit Apjohnit, Caichengyunit, Dietrichit, Halotrichit, Pickeringit, Redingtonit und Wupatkiit die „Halotrichitgruppe“ mit der Systemnummer VI/C.12 bildet.
Die von der International Mineralogical Association (IMA) zuletzt 2009 aktualisierte 9. Auflage der Strunz’schen Mineralsystematik ordnet den Bílinit in die Klasse der „Sulfate (Selenate, Tellurate, Chromate, Molybdate und Wolframate)“ und dort in die Abteilung „Sulfate (Selenate usw.) ohne zusätzliche Anionen, mit H2O“ ein. Hier ist das Mineral in der Unterabteilung „Mit ausschließlich mittelgroßen Kationen“ zu finden, wo es zusammen mit Apjohnit, Dietrichit, Halotrichit, Pickeringit, Redingtonit und Wupatkiit die „Halotrichitgruppe“ mit der Systemnummer 7.CB.85 bildet.
In der vorwiegend im englischen Sprachraum gebräuchlichen Systematik der Minerale nach Dana hat Bílinit die System- und Mineralnummer 29.07.03.05. Das entspricht der Klasse der „Sulfate, Chromate und Molybdate“ und dort der Abteilung „Wasserhaltige Säuren und Sulfate“. Hier findet er sich innerhalb der Unterabteilung „Wasserhaltige Säuren und Sulfate mit A(B)2(XO4)4 × x(H2O)“ in der „Halotrichitgruppe (monoklin mit 22 H2O)“, in der auch Pickeringit, Halotrichit, Apjohnit, Dietrichit, Redingtonit und Wupatkiit eingeordnet sind.

## Kristallstruktur
Bílinit kristallisiert monoklin in der Raumgruppe P21/a (Raumgruppen-Nr. 14, Stellung 3) mit den Gitterparametern a = 21,25 Å; b = 24,33 Å; c = 6,21 Å und β = 100,3° sowie 4 Formeleinheiten pro Elementarzelle.

## Eigenschaften
Bílinit ist wasserlöslich.

## Bildung und Fundorte
Bílinit bildet sich durch Verwitterung verschiedener Eisensulfide in Braunkohle. Als Begleitmineral tritt unter anderem Melanterit auf.
Als seltene Mineralbildung konnte Bílinit bisher (Stand: 2012) nur an wenigen Fundorten nachgewiesen werden. In Tschechien ist allerdings neben seiner Typlokalität Světec bei Bílina kein weiterer Fundort bekannt.
Weitere Fundorte sind unter anderem die „Osamu Utsumi Mine“ auf dem Plateau von Poços de Caldas (Minas Gerais) in Brasilien; Drivdalen, Ørnhammeren und Vinstradalen in der norwegischen Kommune Oppdal; die Nikitovka-Lagerstätte im Donezbecken nahe Donezk in der Ukraine; Szorospatak im ungarischen Mátra-Gebirge sowie in der „Higgins Mine“ bei Bisbee (Arizona), den Tintic Mountains im Utah County (Utah) und im Cedar Mountain Prospektionsgebiet im Snohomish County (Washington) in den Vereinigten Staaten von Amerika.